# Paris Open 1993
Il Paris Masters 1993 è stato un torneo di tennis che si è giocato sul Sintetico indoor. È stata la 22ª edizione del Paris Masters, che fa parte della categoria Super 9 nell'ambito dell'ATP Tour 1993. Il torneo si è giocato nel Palais omnisports de Paris-Bercy di Parigi in Francia, dall'1 all'8 novembre 1993.

## Campioni

### Singolare
Goran Ivanišević ha battuto in finale  Andrij Medvedjev con il punteggio di 6–4, 6–2, 7–6

### Doppio
Byron Black /  Jonathan Stark hanno battuto in finale  Tom Nijssen /  Cyril Suk con il punteggio di 7–6, 6–4